# Cochlostoma apricum
Cochlostoma apricum, im Deutschen Savoyer Turmdeckelschnecke, ist eine auf dem Land lebende Schneckenart aus der Familie der Walddeckelschnecken (Cochlostomatidae) in der Ordnung Architaenioglossa („Alt-Bandzüngler“).

## Merkmale
Das rechtsgewundene Gehäuse ist 7 bis 10 mm hoch und 3,0 bis 4,5 mm breit. Es weist 6 bis 8 schwach konvex gewölbte Windungen auf, die durch eine flache Naht voneinander abgesetzt sind. Die letzte Windung steigt nur wenig an. Sie ist an der Basis gerundet und bildet gelegentlich etwas unterhalb der Peripherie eine leichte Kante aus. Die Oberfläche ist mit sehr feinen und regelmäßigen Rippen bedeckt, ungefähr 9 bis 10 Rippen kommen auf einen Millimeter. Die Gehäuse erscheinen dem bloßen Auge daher oft seidig glänzend oder auch irisierend. Die Rippen können sich aber auch fast verlieren und die Oberfläche ist dann nahezu glatt.
Die Mündung ist in der Frontalansicht birnenförmig. Der Mündungsrand ist am Außenrand nur wenig umgebogen und läuft dünn aus, kann aber auch verdoppelt sein. Am Spindel- und Parietalrand ist er etwas breiter umgebogen. Die Gehäuse sind dünn und durchscheinend. Die Grundfarbe ist blass gelblich-braun mit dunkleren, rötlich-braunen Flecken, die sich auf der letzten Windung oft zu zwei spiralig verlaufenden Bändern verdichten.

## Geographische Verbreitung und Lebensraum
Das Verbreitungsgebiet beschränkt sich auf ein relativ kleines Gebiet in den Westalpen, das von der südwestlichen Schweiz bis in die ostfranzösischen Départements Isère, Savoie und Haute-Savoie hinein zieht.
Die Tiere leben dort in montanen Wäldern, in Geröllhalden und auf und unter Felsen in etwa 400 bis 900 m über Meereshöhe.

## Taxonomie
Das Taxon wurde 1847 von Albert Mousson als Cyclostoma apricum erstmals beschrieben. Wilhelm Kobelt transferierte es in die Gattung Cochlostoma, Untergattung Obscurella Clessin, 1889. Raven (1990) behandelte Obscurella als eigenständige Gattung. Dem sind die meisten Autoren nicht gefolgt. Serge Gofas und die Fauna Europaea führen das Taxon wieder als Cochlostoma (Obscurella) apricum (Mousson, 1847). Cochlostoma (Obscurella) apricum ist die Typusart der (Unter-)Gattung Obscurella Clessin, 1889.

## Belege

### Online
- AnimalBase - Cochlostoma apricum